# 富山弁

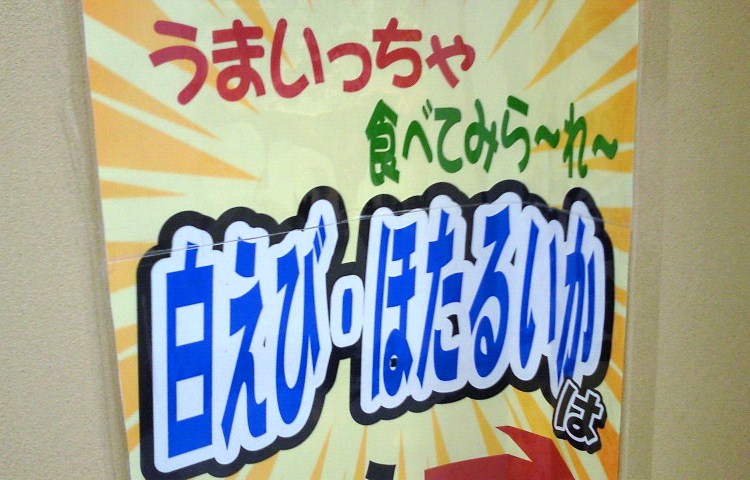
富山弁を用いた飲食店の宣伝物。「うまいっちゃ、食べてみられ」は「おいしいよ、食べてごらん」の意。

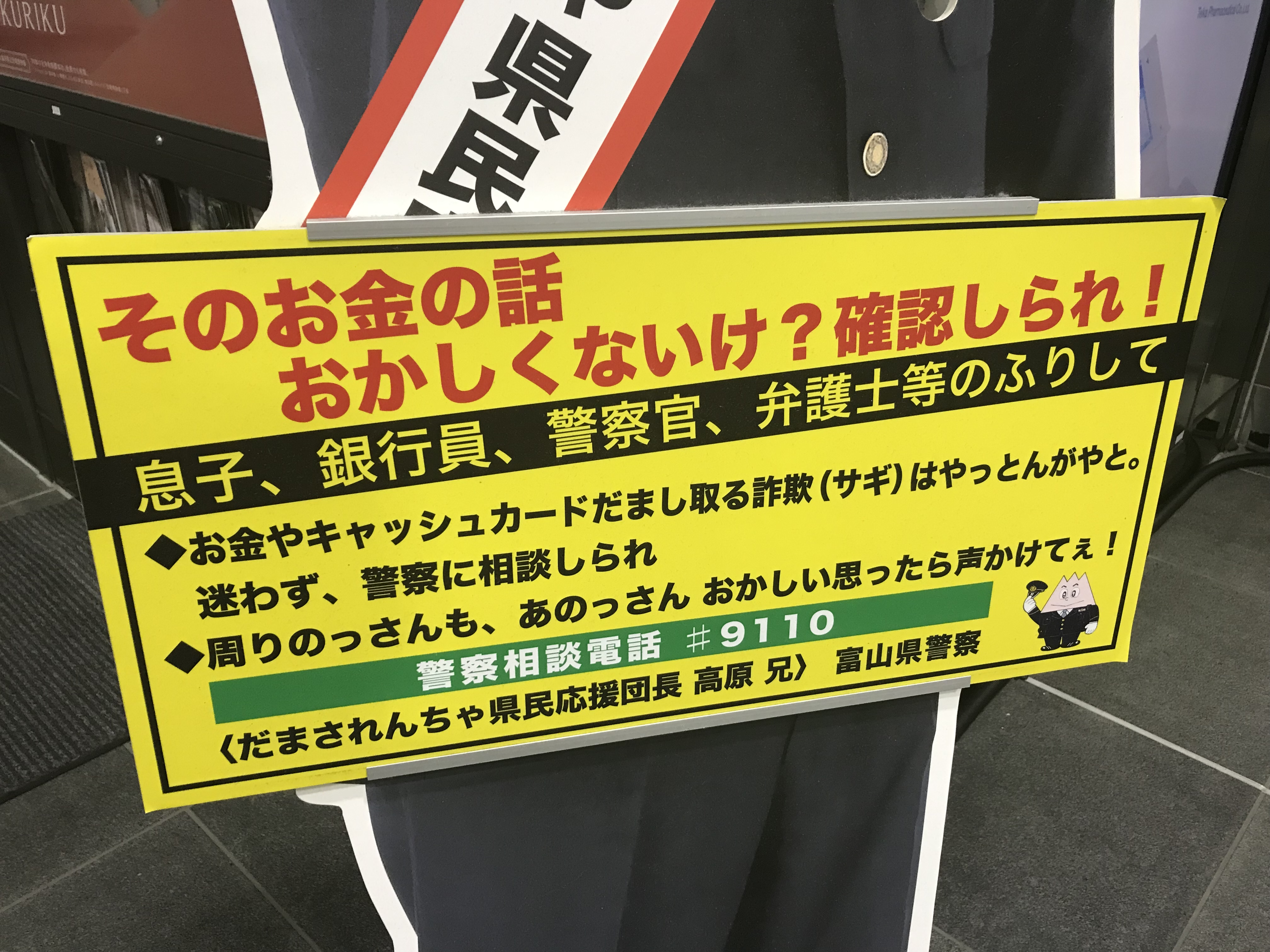
富山弁を用いた特殊詐欺注意喚起。「け?」は「かい?」、「しられ」は「しなさいね」、「はやっとんがやと」は「はやっているんだって」、「…のっさん」は「…の人」、「だまされんちゃ」は「だまされないよ」の意。富山駅にて2024年に撮影。

富山弁（とやまべん）は、富山県で話されている日本語の方言である。北陸方言の一種。旧国名の越中から越中方言（えっちゅうほうげん）などとも呼ばれる。

## 概説
富山県は北を日本海に面し、東には天然の要害である親不知や飛騨山脈が交通を遮っているため、富山弁は西日本方言の東限にあたる方言である。文化圏も西日本に属する。富山県は大きく三つの地域に分けられ、県の中央を走る呉羽丘陵を境に、東を呉東（ごとう）、西を呉西（ごせい）と呼ぶ。また、呉西の南部にある急峻な庄川の上流域を五箇山（ごかやま）と呼ぶ。これにより、富山弁も呉東方言・呉西方言・五箇山方言の三つに分けられる。さらにこれを、呉東東部方言（下新川郡・魚津市・黒部市）・呉東西部方言（滑川市・中新川郡・富山市）・呉西北部方言（氷見市）・呉西南部方言（射水市・高岡市・小矢部市・砺波市・南砺市）・五箇山方言（南砺市五箇山）に分ける場合もある。またこれらとは別に、富山弁全体を新川方言（魚津市・滑川市・黒部市などの旧新川3郡）・中部方言（富山市・高岡市など）・氷見方言（氷見市）・五箇山方言（南砺市五箇山）に四分する見方もある。いずれにしろ、五箇山は独自で他の地域とはかなり異なる方言を持っている。県内全般に西日本方言の特徴を有するが、呉東方言には東日本方言の特徴がいくらかある。京阪語の語彙をもちながら音韻の一部に東北方言と共通する要素もある。
県内の方言差は他県と比べると比較的小さいほうではあるが、東部の呉東と西部の呉西ではその使用に違いがある。呉西は加賀藩の直轄領だった期間が長かったこともあり、方言も風習も石川県と似通ったところが多く見受けられる。また、かつて越中に属したこともある石川県能登の方言は、金沢弁の「〜まっし」と富山弁の「〜ちゃ」のどちらも使うなど、富山弁と共通する面がある。

## 発音
促音、長音、撥音は共通語よりも短く発音され、シラビーム方言に類似した特徴が聞かれる。「シオ」を「ッシォ」、「ミエル」を「ンメェル」、「オキル」を「オッキル」と言うなど、語頭や語中が促音や撥音になることがある。また、イとエは山間部を除き両者の中間音で発音されてほとんど区別がなく（「イス」を「エス」）、また主に沿岸部でシ、ジ、チとス、ズ、ツも区別がなくなり「ズーズー弁」となる（「チズ」を「ツズ」）。母音イ、ウは無声化が盛んで、これらが語末に来たとき母音そのものの脱落が起こることがある。一音節の語は長音化するのが普通。また、文節末で音節が上下に揺れるゆすり音調が特徴で、これは間投助詞の役目を果たしている。ゆすり音調は嶺北での福井弁など、他の北陸方言でも見られる。

### 音調(アクセント)
|          |     |            | 京阪式 | 富山 （2拍目が狭母音） | 富山 （2拍目が広母音） | 内輪東京式 |
| -------- | --- | ---------- | ------ | ---------------------- | ---------------------- | ---------- |
| 二拍名詞 | 1類 | 顔・風・鳥 | H○○    | ○○                     | ○○                     | ○○         |
| 二拍名詞 | 2類 | 音・石・紙 | H○     | ○                      | ○                      | ○          |
| 二拍名詞 | 3類 | 犬・月・花 | H○     | ○                      | ○                      | ○          |
| 二拍名詞 | 4類 | 糸・稲・空 | L○○    | ○○                     | ○○                     | ○          |
| 二拍名詞 | 5類 | 雨・声・春 | L○○    | ○                      | ○                      | ○          |

富山県のアクセント(音調)は京阪式変種とされる垂井式アクセントである。音の下がり目のみを区別する体系であり、京阪式アクセントのような語頭が高いか低いかを区別する体系ではない。下がり目の直前の拍をアクセント核という。二拍名詞のアクセントは、県内ほぼ全域にわたって共通し、周辺地域のアクセント体系との境界も県境に一致するとみられるが、五箇山の一部で県内主流のものとはやや異なったアクセント体系が用いられる。
県内の主流アクセントでは、二拍名詞のうち、第1類（顔、風など）と第4類（糸、稲など）は平板型に発音される。また、第2類（音、紙など）、第3類（池、足など）、第5類（雨、春など）は二拍目の母音が広母音（a、e、o）なのか狭母音（i、u）なのかによって変化が起きる。第2、3、5類のうち、二拍目の母音が広母音のもの（音、池、雨など）は尾高型であり、二拍目が高く、後に続く助詞が低く発音される。二拍目の母音が狭母音のもの（紙、足、春など）は頭高型であり、一拍目が高く二拍目は低くなる。このような母音の広狭による型の分裂は隣の石川県にもみられるほか、北奥羽方言や出雲方言にもある。また、動詞と形容詞の言い切りの形では、全ての語が、二拍語は頭高型、三拍以上の語は中高型で、後ろから二拍目にアクセント核がある（日本語の方言#アクセントに富山市アクセントの表あり）。

## 文法

### 助動詞

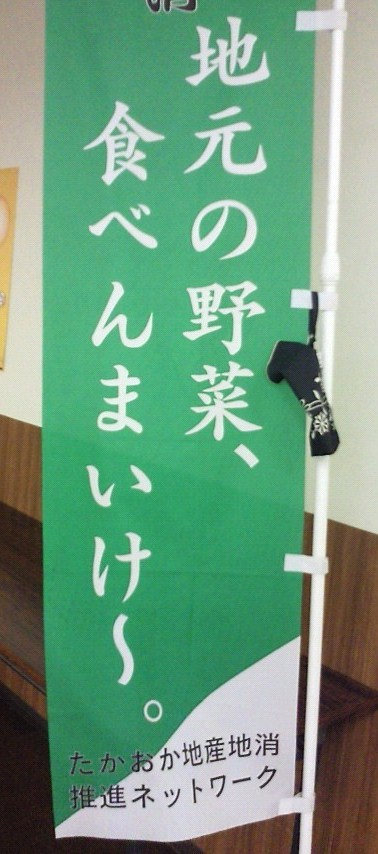
地産地消を呼びかける宣伝文句。「食べんまいけ」は「食べよう」の意。

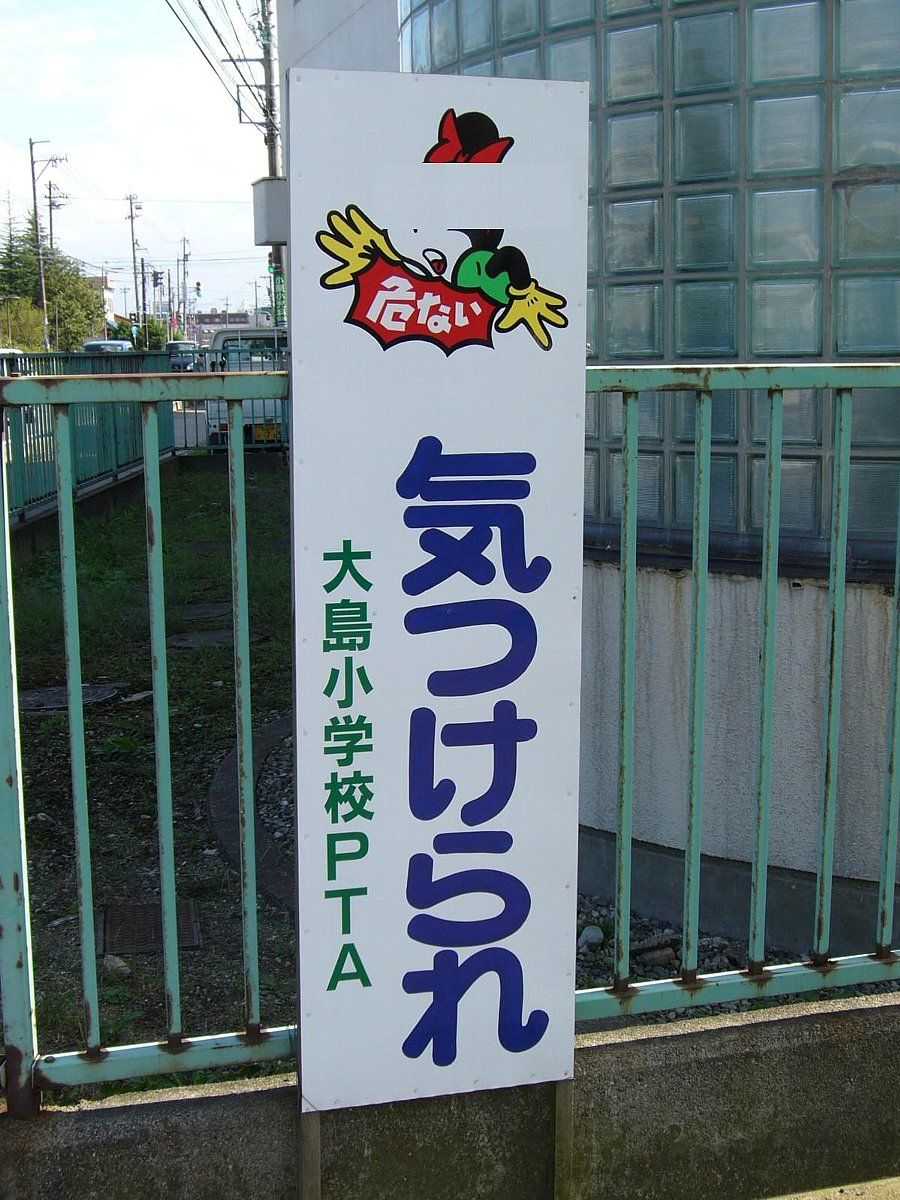
射水市の交通安全の看板。「気つけられ」は「気をつけなさい」の意。

断定の助動詞には「や」「じゃ」を広く用いるが（例: そんながや）、主に呉東で「だ」「でぁ」も用いる（例: そんながだちゃ、知らんがだわ）。
尊敬語表現には、全県で「〜おられる」「〜しとられる」「〜おられた」「〜しとられた」を使うが、特に呉東で多用される。
対して呉西では近畿方言と同じく「〜はる」「〜はった」を多用する。高岡市・氷見市周辺では丹波弁や播州弁などと同じように「〜てや」「〜たった」を多用する。新川地方、砺波地方、射水市では「〜しゃる」「〜しゃった」「〜しゃい」も多用される。さらに砺波地方では「～（して）おいでる」も使われる。
しゃい
「〜しなさい」「〜しなよ」の意。砺波地方や射水市、魚津市で多用される。
例: こっしゃい / こらっしゃい（来なさい） / しっしゃい（しなさい）
まいけ
勧誘の助動詞「う」「よう」にあたる。東海東山方言などにも似た用法がある。呉西では「〜まいけ」、呉東では「〜んまいけ」が使われる。この接尾辞のバリエーションとして、否定の勧誘には「〜んとこまいけ」「〜んとかんまいけ」が用いられる。富山県の広い地域で用いられ県内全域ほぼ共通である。入善町のコミュニティバスの愛称「のらんマイ・カー」、富山地方鉄道のICカード乗車券「Ecomyca（えこまいか）」などにこの表現に由来する名前がみられる。
例: 行こまいけ（（一緒に）行こう）or 行かんまいけ（（一緒に）行こう） / 行かんとこまいけ（行かないでおこう）or 行かんとかんまいけ（行かないでおこう）
られ
「〜しなさい」「〜しろ」「〜してください」の意。上記の「まいけ」と同じように富山県の広い地域で用いられる。比較的自分に近い人（知り合いの同等または目下の人）に対して使う。
例: 富山にこられ（富山に来てください）
ろー
推量を表す。
例: 起きろー / 寝ろー

### 助詞
が
終助詞の「の」、準体助詞の「の」にあたる。土佐弁にもよく似た用法がある。
例: どうしたが?（どうしたの?） / この赤いがが欲しい（この赤いのが欲しい）
理由を表す助詞
理由を表す接続助詞には、「ので」にあたるものとして「がで」「で」「もんで」を使う。「から」にあたるものとして「さかい」「からい」「のって」「だで」「けで」「けに」の各系統のほか、これらの混ざった「さからいに」「からさかいに」「からいのって」などもある。
け
疑問の終助詞「か」「かい」「かね」にあたる。「か」より柔らかい表現で、どちらかというと「～なの？」「～ですか？」に近い。
例: こ、知っとっけ?（これを知ってますか?） / 課長さん、おってやけ?（課長さんはいらっしゃるの?）
ぜ
終助詞の「よ」「～じゃん」にあたる。呉西方言。「ちゃ」とほぼ同じだが、「ちゃ」は自己完結しているのに対し、「ぜ」は相手に同意を促すように使うのが特徴。「ぞ」の柔らかい用法。関東方言では男性語だが、女性も使う。
例: そんながいぜ（そうなんだよ）いかったぜ（良かったじゃん）
ちゃ
終助詞の「よ」「な」「ね」「の」にあたる。確認、念押し、詠嘆などを表す。「ぢゃ」にもなり、土佐弁にもよく似た用法がある（基本的に土佐全土で「～ちや」が優勢だが、「～ちゃ」は室戸地域近辺で優勢）。
例: そんながいちゃ（そうなんだよ） / どうにもならんちゃ（どうにもならないよ）/ 家におっぢゃ / 旨いぢゃー
うぇ
終助詞の「よ」にあたる。呉西方言。「ちゃ」「ぜ」に近いが、「うぇ」は相手を突き放すように淡々と使う。
例: 誰もおらんうぇ（誰もいないよ）
ちゃ
係助詞の「は」にあたる。
例: こっちゃなんなが?（これはなんなの?）
にゃ
終助詞の「ね」にあたる。主に射水市新湊で使われる。
例: そうやにゃ（そうだね）
ま
命令の終助詞「よ」にあたる。命令口調を強めるために使われる。禁止を促す時は否定の助詞である「ん」と繋がって「なま」になる。相手を急き立てたり、禁止を促す際に用いることが多いが、脅迫めいたフレーズにもなり、あまりに強いトーンで言うと相手にプレッシャーを与えることにもなるので注意。
例: ちゃっちゃとせーま!（早くしろよ!） / そんなことしられんなま!（そんなことするなよ!）わしに隠いとらんと、はなさっしゃいま（私に隠さないで話しなさいよ）

### その他
サ行五段動詞のイ音便
サ行五段動詞の連用形の「し」が「い」になりやすい。
例: 出してやっちゃ → 出いてやっちゃ（（お金を）出してやるよ = おごってやるよ）
断定の助動詞「や」のイ音便
断定の助動詞「や」に終助詞がつくとき、「や」が「い」になりやすい。
例: そんながやちゃ → そんながいちゃ（そうなんだよ） / そんながやぜ → そんながいぜ（そうなんだよ）

## 語彙

### 名詞
あやまち
「怪我」の意。「あやまち医者」といえば、施術所（接骨院など）のことを指す。
おつくわい
「正座」の意。
例: おつくわいしられんか（正座しなさい）
かいこ、かいこと、かえこと
「交換」の意。「解雇」「蚕（カイコガ]）」の意味ではない点に注意。
げっと
「ビリ」「最下位」の意味。名古屋弁での「ドベ」と同じ。英語の「get」ではないので注意。
旅の人（たびのひと）
文字通り「旅行中の人」という意味にもなりうるが、普通は「県外出身で富山県に在住して間もない人」のことを指す。「富山県出身で県外に在住している人」を指すこともある。外国人が「外人」という言葉に疎外感を持つように、県外出身者に閉鎖性を感じさせる言葉だが、使う側には県外からの文化を伝える人々をまれびととしてもてなす意識があり、差別を意図する言葉ではない。
だら
「ばか」「あほ」の意。「足らず」の転訛と言われるが真偽は不明。「ばか」の「ば」と同様に「だ」を吐き捨てるように発音する。「だらぶつ」「だらぶち」「だら野郎」「だらちん」で「ばか野郎」「ばかもん」「ばかもの」「ばかちん」などの意味になる。罵倒や侮蔑する際に用いることが大半だが、「ばか」などと比べて罵倒や侮蔑の意味合いはやや弱く、形式ばらない場面で仲間内での冗談などでも気取らずに使われることがある(但し、深刻な感じで言ったり、強い声調で言うと当然、罵倒や侮蔑の意味合いが強くなってしまうので注意。)。道徳を考えなければならない繊細な表現とも言え、言い方には注意を要する。言うまでもなく、公的な場面では使うべきではない。山陰地方の因州弁、但馬弁、雲伯方言では類似した「だらず」が同義になる。
例: だらないがけ（ばかじゃないの）
どすめろ
「どす」は「どす黒い」などと同じく濁ったような様子を表す接頭語、「めろ」は女性蔑視的な表現である「女郎（めろう）」が転じたものである。罵倒や侮蔑の意味が強く、感覚的には俗語に近く、公的な場面ではまず使われることはない。
ねね
「赤ちゃん」「子供」の意。
例: ねねみたいこと言われんなま（子供みたいなこと言うなよ）
部落（ぶらく）
「集落」「町内会」の意。北陸地方では江戸時代の被差別部落が風化しているため差別的な意味合いはなく、誤解に注意が必要である。現在では高齢の人しか使わない言葉である。

### 代名詞
こ
「これ」の意。
そ
「それ」の意。
あ
「あれ」の意。
わ・わら
古語とされる一人称。二人称にも多用し、その際は濁音で「わ゛(ば)」となる。
おわ・おら
男性語の一人称「おれ」の意味。特に「おわ」は高岡市・射水市・氷見市の呉西北部で多用。

### 動詞
あたる
「もらう」の意。主語は人ではなく物になるため(英語でいうinanimate subject(無生物主語))、「〜があたる」は「〜をもらう」の意。標準語の「あたる」とは違うので注意。
例: 小遣いがあたる（小遣いをもらう）
あっかりする、あっかぁする
「安心する」の意。くれぐれも「悪化する」ではないので県外の方は注意が必要である。
いくそる
「驚く」の意。
うしなかす、うしなける
「失くす」「紛失する」の意。
かたがる
「傾く」の意。他動詞「かたげる」で「傾ける」の意になる。
かつかる
「ぶつかる」の意。他動詞「かつける」で「ぶつける」の意になる。
こちょがす、こちょわす
「くすぐる」の意。
そぼれる
「驚く」の意。
おちんちんかく
「正座する」の意。じっとするや正座を意味する「ちんと」からきている。魚津市、黒部市、下新川郡など県東部で使われるが「ちんちん掻く」と同音のため珍しい方言としてテレビ番組でも度々取り上げられることがある。
例: ちんちんかかれんか（正座しなさい）
ちんとする
「じっとする」「おとなしくする」の意。
例: ちんとしとられ（おとなしくしていなさい）
ねまる
「座る」の意。
はいる
以下の例のような用法の場合においては「（テレビやラジオの番組が）放送される・放映される」の意であり、「電波が受信できる・できない」の意味ではない。
例:　きょう、テレビで巨人戦はいるがやろ？（今日、テレビで巨人戦やる（放送される）んだよね？）
またいする
「しまう」「片づける」の意。

### 形容詞
いじくらしい
「うっとうしい」「面倒くさい」のような意味。面倒なことや自分の思い通りにならないことがあるときに使う。標準語では表現しにくい微妙な意味合いがある。「はがやしい」も類義語だが、微妙に異なる。金沢弁では「いじっかしい」と言う。
かたい(賢い)
「賢い」「礼儀正しい」「行儀がいい」の意。主に子供に対して用いる。
こちょがしい、こちょわしい
「くすぐったい」の意。
しょわしない
「せわしない」「落ち着きがない」などの意。主に子供に対して用いる。
だやい
「だるい」「かったるい」「面倒くさい」の意。身体的、精神的両面での疲れを表現する言葉。標準語では表現しにくい微妙な意味合いがある。
支えん（つかえん）
「差し支えない」「構わない」の意。大阪弁の「かまへん」に近い。「使えない」の意の「使えん」と同音のため注意が必要であるが、こちらは｢使（つこ）われん｣と区別することも多い。
例: こ、使（つこ）ていいがけ?（これ、使っていいですか？） - なーん、支えんよ（ああ、構わないよ） / なーん、使えんよ（いや、使えないよ）
はがやしい
「はがゆい」「うっとうしい」のような意味。自分の思い通りにならないときなどに使う。標準語では表現しにくい微妙な意味合いがある。「いじくらしい」も同義語だが、やや違いがある。金沢弁では「はんげー」となる。
はしかい
「賢い」の意。

### 形容動詞
かちゃかちゃ
「めちゃくちゃ」な状態の意。事柄についても言われる。
きときと
「新鮮、生き生きとした、活気がある」の意。「きときとな魚」や「きときと市場」など、魚介類の売り場での成句によく使われる。富山県を舞台にした映画『キトキト!』の題名に使われるなど、富山の方言として知られる言葉だが、金沢でも使われる。
例: きときとな魚やね（新鮮な魚だね）
つくつく
「尖った」の意。
例: 鉛筆をつくつくにする（鉛筆を尖らせる）
わやく、ばやく
「ぐちゃぐちゃ」「整理されていない」の意。「わやわや」「ばやばや」とも。
例: わやくな部屋（ぐちゃぐちゃな部屋）
例: ばやばやになっとる（ぐちゃぐちゃになっている）
つるつる、つるつるいっぱい　
グラスなどに注がれた飲み物がギリギリまで注がれた様を言う。石川県や福井県でも使用。

### 副詞
でかいと
「たくさん」の意。微妙な違いとしては英語でいうmanyやmuchに相当する(しばしば大きさの違いも補う)。「でかい」は「大きい」の意味だが、「と」がつくと副詞の「たくさん」の意味になる。以下の例は、人ごみに驚いたときの常套句である。
例: か、なんちゅでかいと人おるがけ（これはなんとたくさん人がいるんだろう）
なーん
「まったく」「全然」の意。「何にも」が転訛したもの。「いいえ」の意味の感動詞的用法(後述)もある。
例: なーん知らん（まったく知らない）/ なーん分からん（全然分からない）
まっで
「まるで」「とても」「すごく」の意。
やっとかっと
「やっとのことで」「どうにかこうにか」の意。
やわやわ
「ゆっくり」の意。変化をして、「と」を付け加えた「やわやわと」も使われる。
例: やわやわ行かんまいけ（ゆっくり行こうよ）

### 感動詞

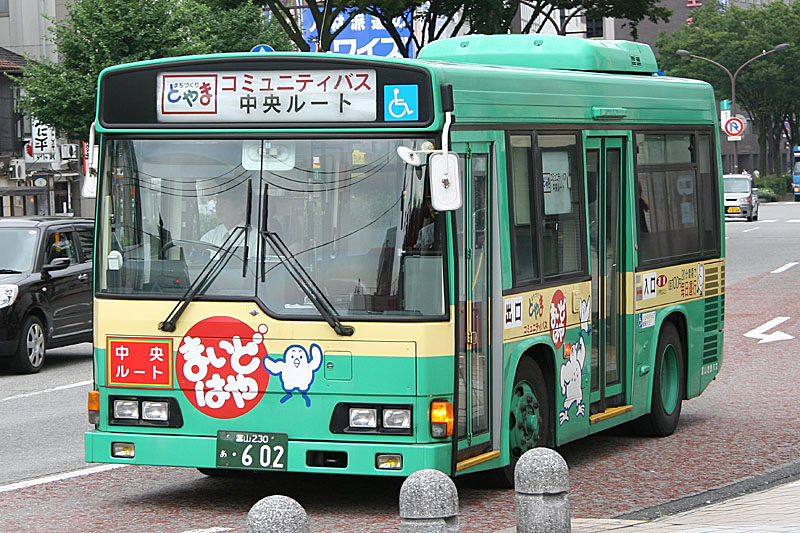
コミュニティバスまいどはや

気の毒な（きのどくな）
「ありがとう」の意。文字通り「お気の毒に」という意味にもなりうる。公的な場面でも用いられる成句である。
なーん
もともとは否定の「いいえ」の意味だが、会話によっては相づちにもなる言葉。「何にも」が転訛したもの。否定か肯定かは会話の流れ、文脈や言動で判断しなくてはならない。「まったく」「全然」の意味の副詞的用法もある。軽い表現で、どちらかと言えば形式ばらない表現だが、公的な場面でも用いることがある成句である。
例: なーん、違（ちご）ちゃ（いいや、違うよ） / なーん、支えんよ（ああ、構わないよ）
まいどはや
「こんにちは」「ごめんください」の意。富山市の自治体が運営するバスや和菓子会社月世界本舗の製造する菓子の名前になっている。上記の「気の毒な」と同じく、公的な場面でも用いられる。

### 助数詞
題目（だいめ）
歌（歌詞）の一番、二番、三番…のことを一題目、二題目、三題目…という。全国で富山県と石川県でしか通じない言葉であるが、学校の音楽の授業でも「○題目」と習うことが多いため、方言と気付かずに使っている人が多い。能の「題目」が由来の説と日蓮宗(法華宗)の「題目」が由来の説があるといわれている。

## 富山弁が登場する作品
- 富山県人ビリッチ氏の動画作品。作者本人の吹込みにより富山弁が実用されている作品。
- ほしのふるまち（原秀則の漫画。氷見市が主な舞台。）
- 47都道府犬（声優バラエティー SAY!YOU!SAY!ME!内で放映された短編動画。郷土の名産を題材にした犬たちが登場する。富山県はイカがモチーフの富山犬として登場し、「かわいい靴下買いに行くわよちゃぁ」などと話す。声優は、富山県出身の谷井あすかが担当している。）
- ゆるゆり（なもりの漫画。高岡市が主な舞台。）
- あいのかぜ（水越ユカの楽曲。射水市出身。富山弁のラブソングと応援歌がある。）
- 月影ベイベ（小玉ユキの漫画。富山市八尾地区（旧 八尾町）が主な舞台。）
- アイドルタイムプリパラ（本作の登場人物である『地獄ミミ子』が富山弁に近い喋り方をする。）
- 北陸とらいあんぐる（本作の登場人物であり、富山県出身の『黒部りつ』が話す。）
- クロムクロ　(2016年のテレビアニメ、登場人物の一人であるホセ・カルロス・高須賀が富山弁で会話している。)
- 大コメ騒動　(2021年の映画)
- おちょやん（ヒロインが働く京都のカフェーで、富山弁の女給（吉川愛）が登場する）